# Castello di Maintenon
Il castello di Maintenon è un castello situato nella città di Maintenon nel dipartimento francese dell'Eure-et-Loir, Francia, famoso per essere stata la dimora di Madame de Maintenon, seconda moglie del Re Sole.

## Storia
La costruzione del castello iniziò nel XII secolo e si protrasse fino al XVII secolo.
Il maschio quadrato in pietra fu costruito nel XIII secolo.
Jean Cottereau, tesoriere di Luigi XII e di Francesco I, diventato proprietario nel 1509, abbellì il castello facendo costruire le ali nord e est in stile rinascimentale.
Nel 1674 Luigi XIV acquistò il castello per Madame de Maintenon  e vi fece fare dei lavori durante la costruzione dell'acquedotto sotto il quale fu scavato un grande canale. La realizzazione del giardino fu affidata a Le Nôtre, giardiniere del Re.
Madame de Maintenon fece costruire, su progetto di Mansart, una nuova ala, nella quale vennero ricavati i suoi appartamenti.
Madame de Montespan vi mise al mondo Mademoiselle de Blois.
Racine vi scrisse le sue tragedie Ester e Atalia per le educande del convento di Saint-Cyr.

## Giardini
In fondo ai giardini sussistono le vestigia dell'acquedotto che doveva alimentare le fontane del parco del castello di Versailles. Il progetto, che prevedeva la deviazione delle acque dell'Eure, un'opera di 80 km, fu affidato a Vauban che nel 1685 iniziò gli studi. Il parco del castello di Maintenon doveva essere attraversato da un acquedotto formato da tre ordini di arcate: 47 arcate al piano inferiore, 195 arcate al piano medio e 390 arcate al piano superiore. Le guerre di Luigi XIV impedirono la fine dei lavori.

## Il castello nel cinema
- Le sequenze finali del film Joss il professionista di Georges Lautner sono state girate in questo castello.
- Uno spot pubblicitario dell'EDF, con Laure Manaudou, è stato girato nel 2008 in questo castello (l'acquedotto è visibile all'inizio dello spot).

## Galleria d'immagini

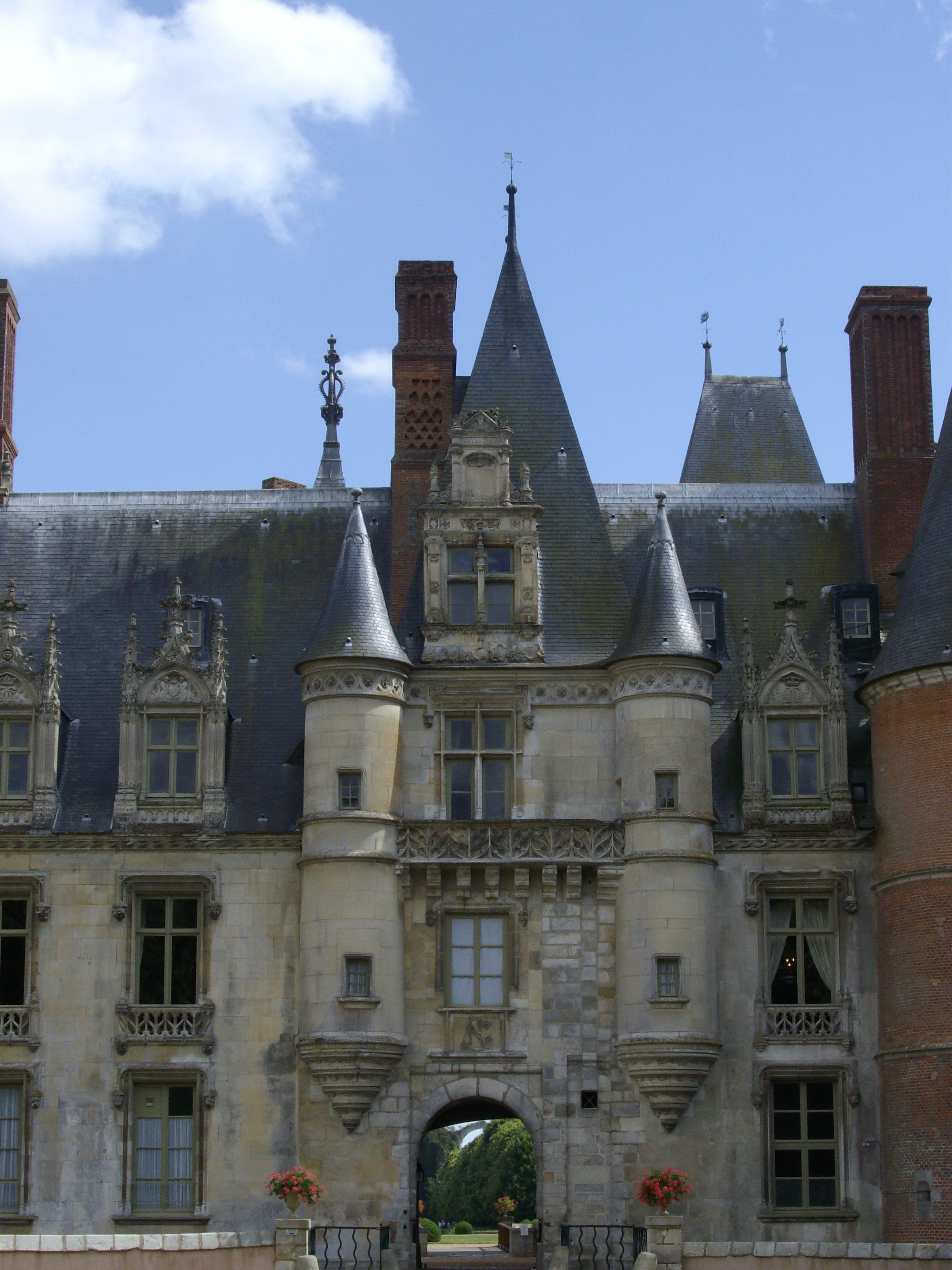
Vista dall'entrata
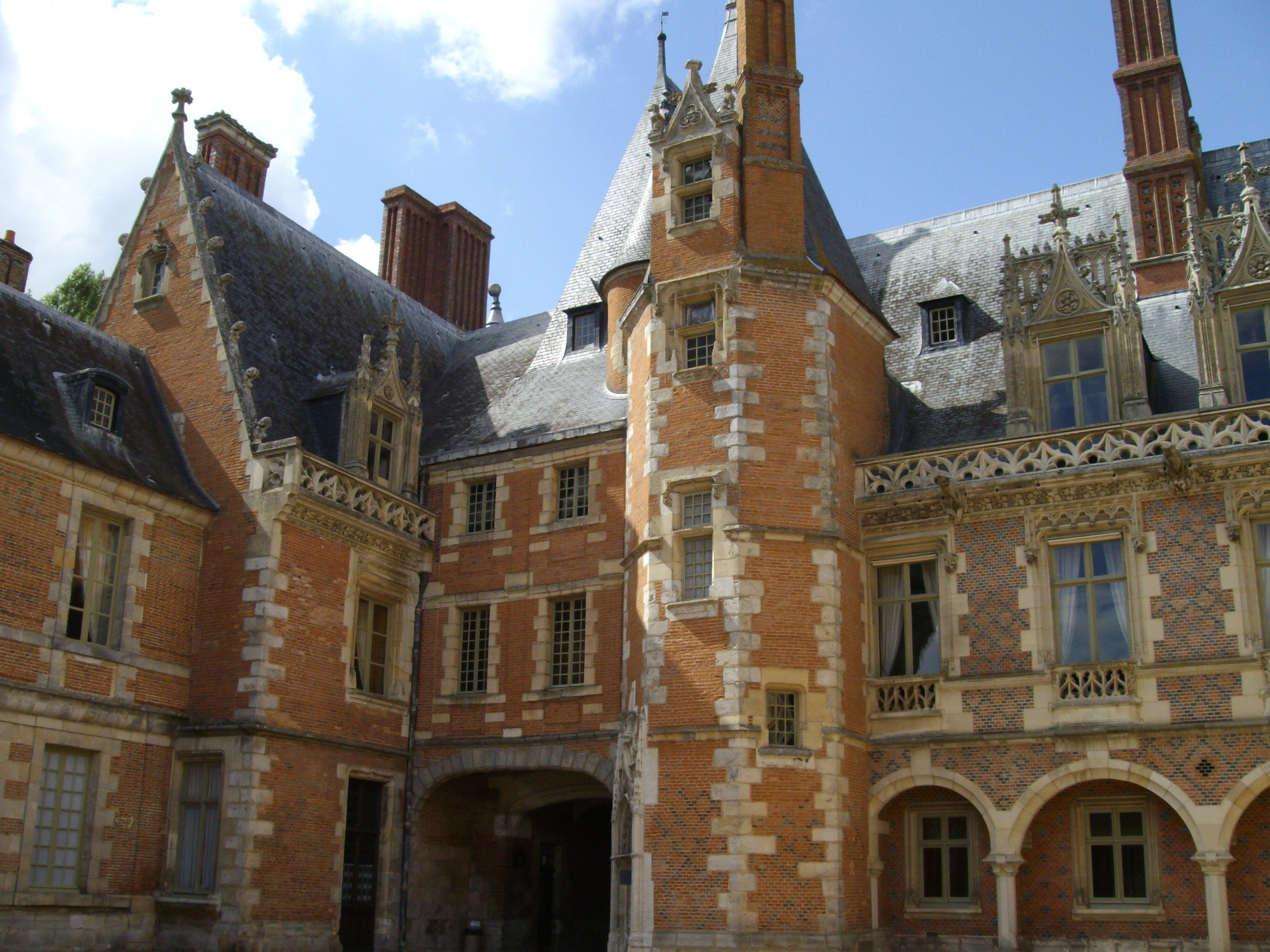
La corte
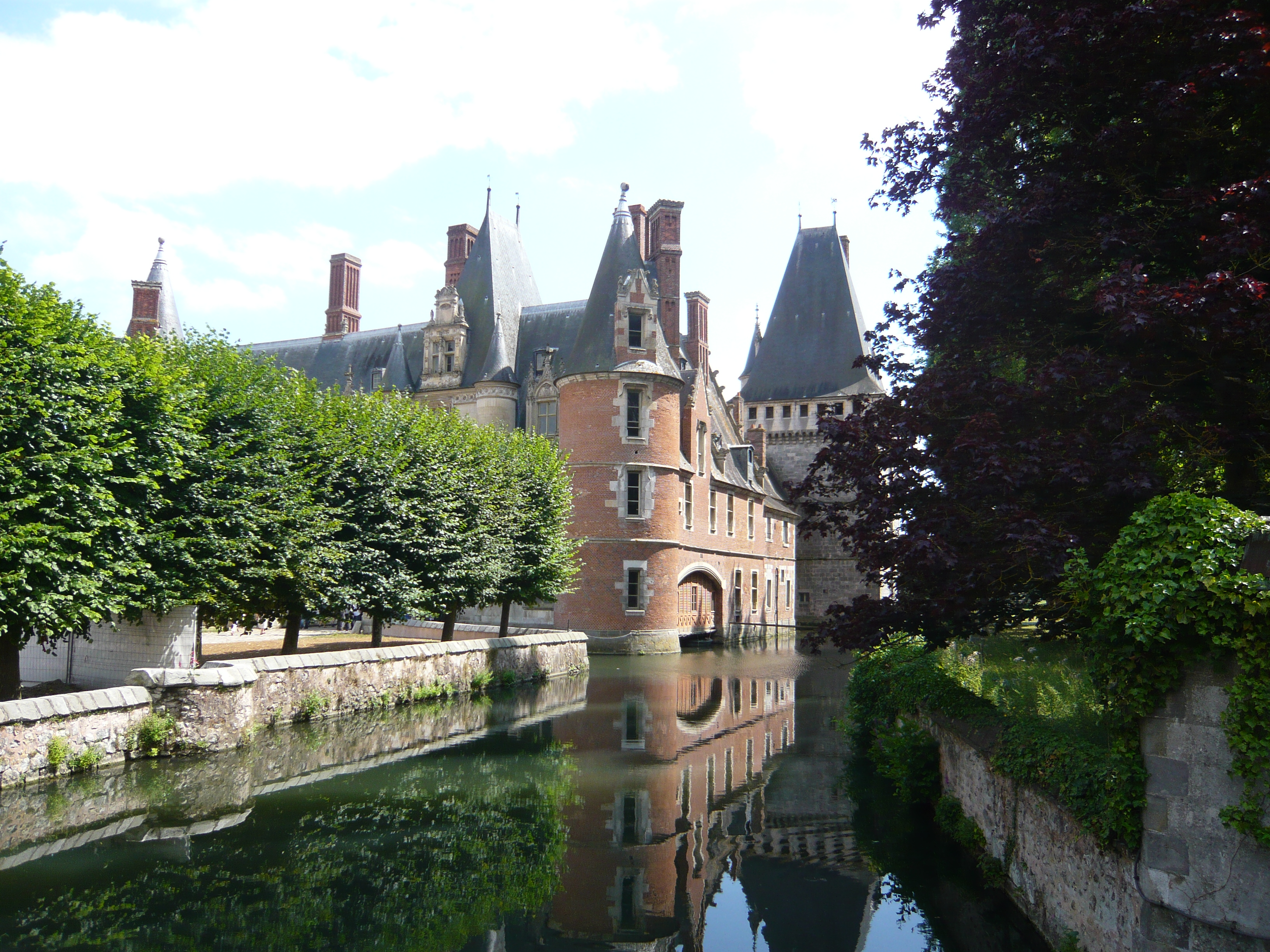
Il castello e i suoi fossati (bracci dell'Eure)
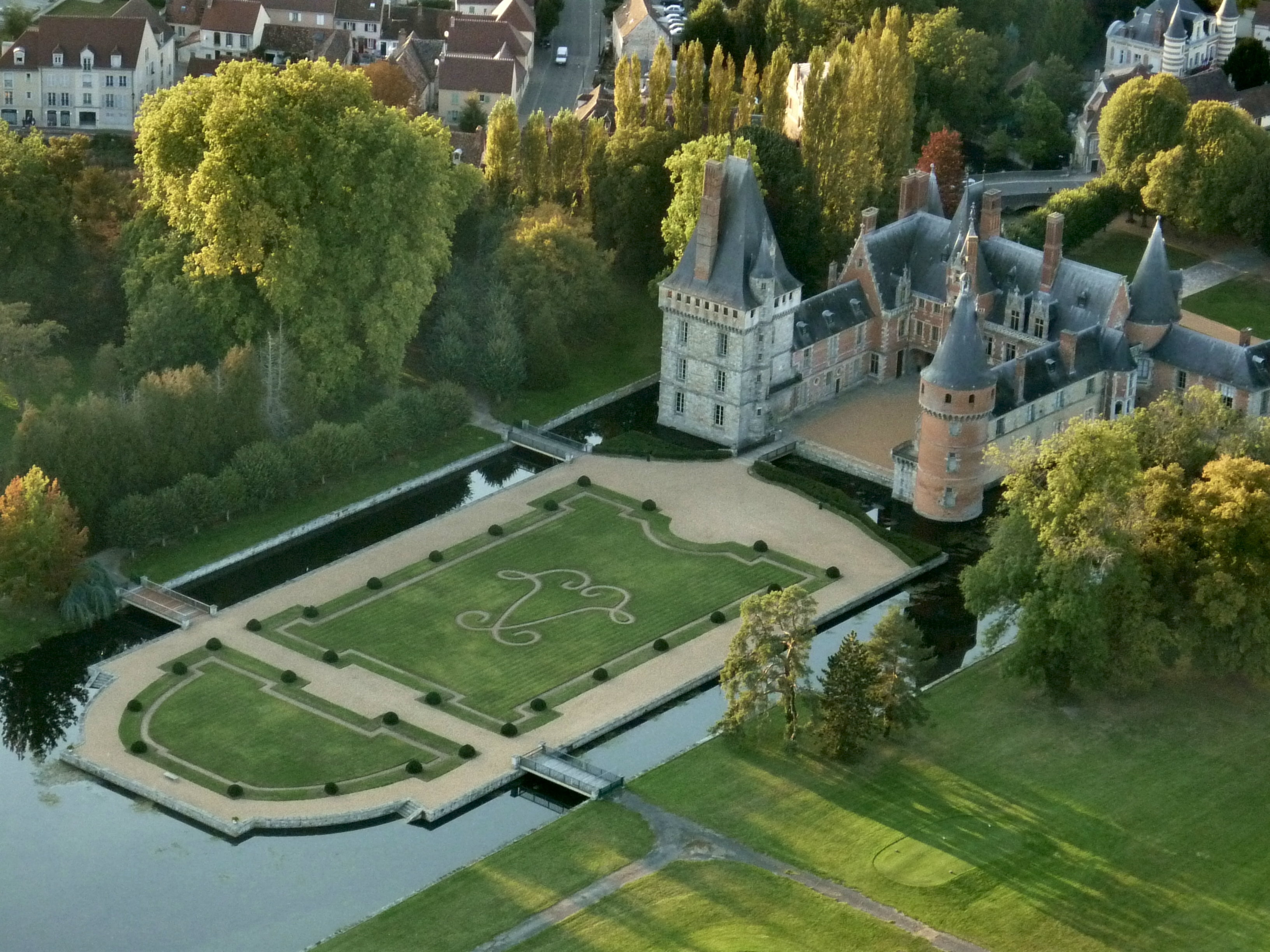
Vista dal parco
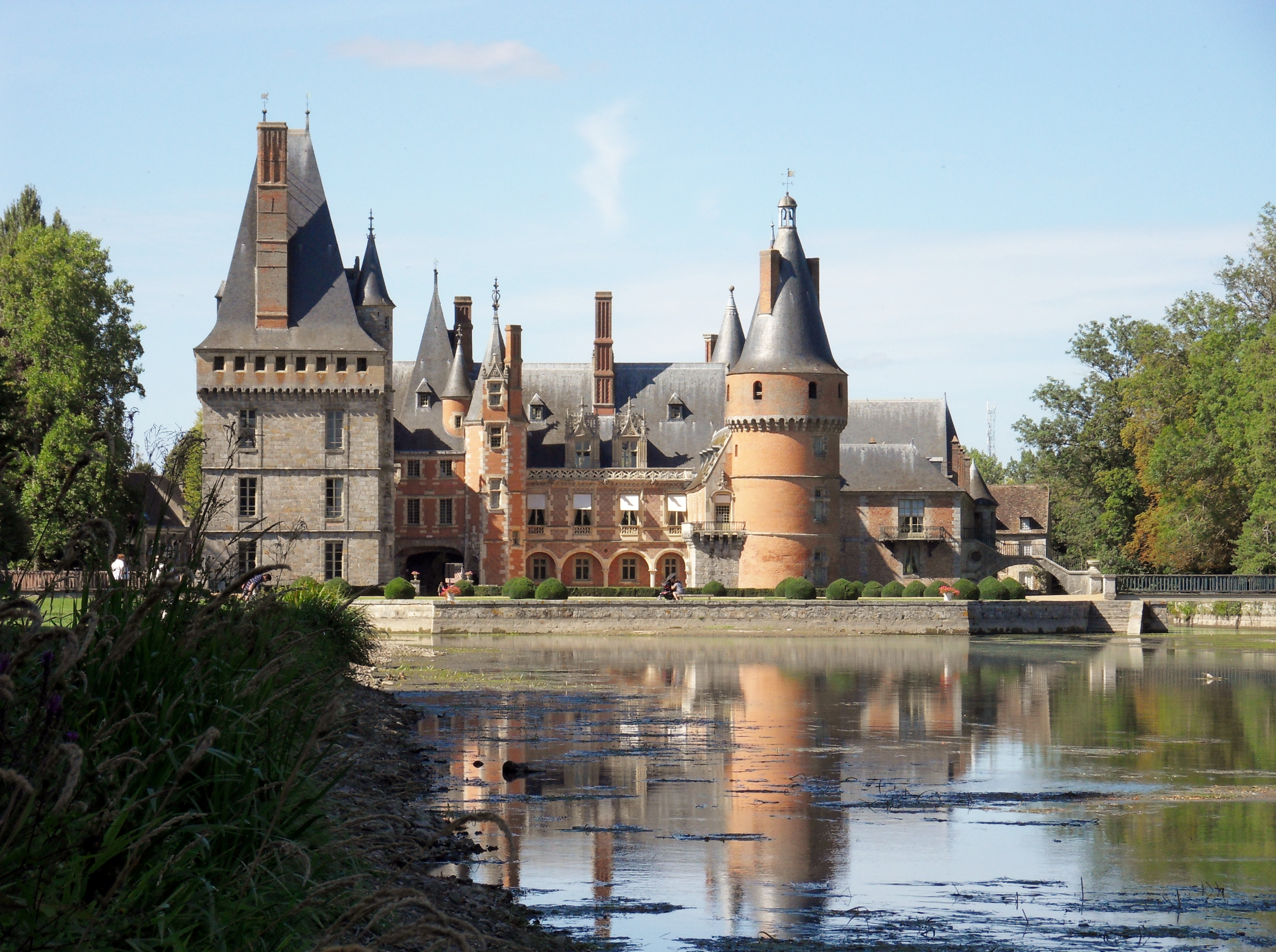
Vista dal parco
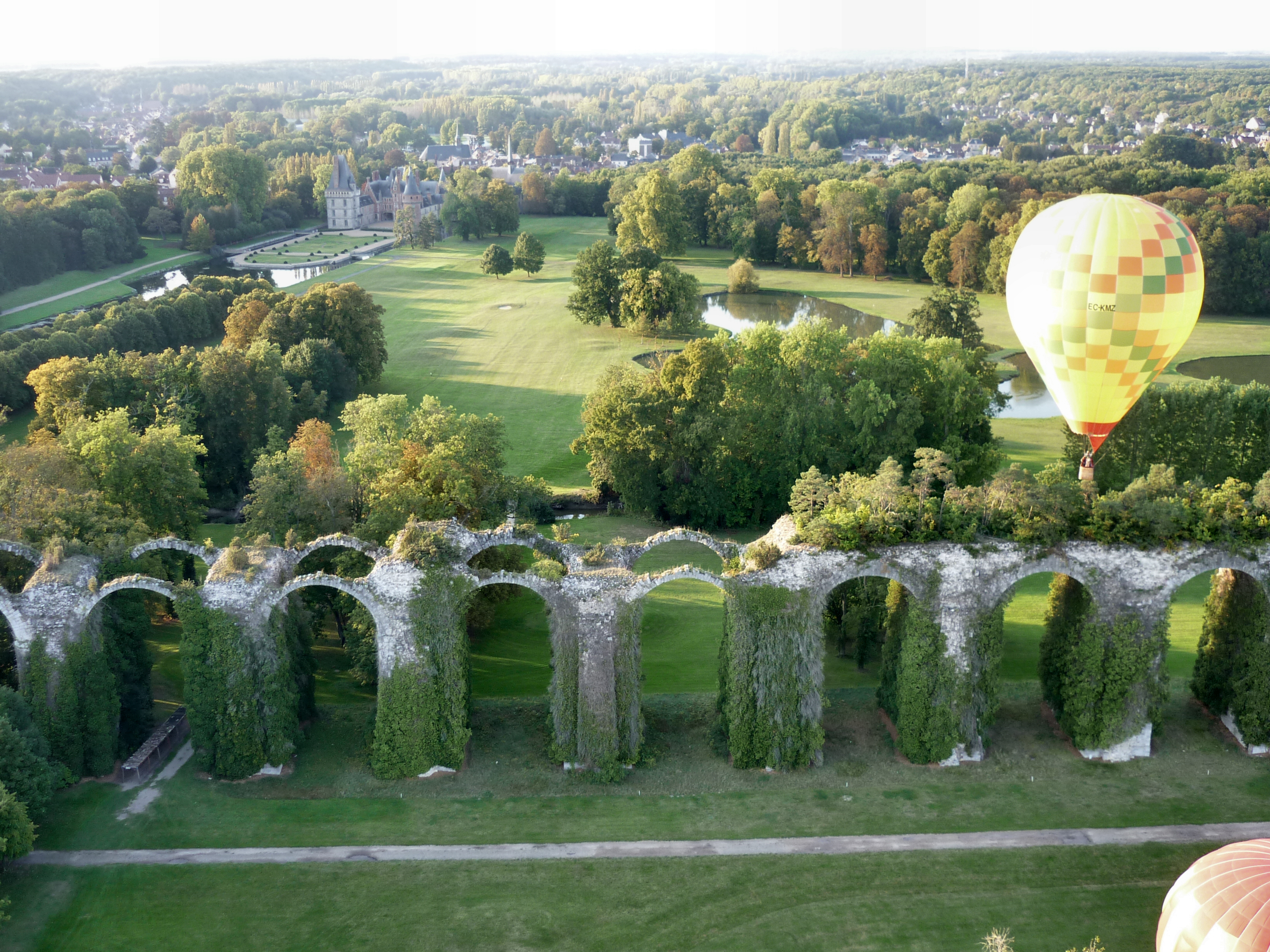
Vestigia dell'acquedotto e vista dal parco